# Anales del Instituto Físico-Geográfico y del Museo Nacional de Costa Rica
Anales del Instituto Físico-Geográfico y del Museo Nacional de Costa Rica (abreviado Anales Inst. Fis.-Geogr. Nac. Costa Rica) es una revista científica con ilustraciones y descripciones botánicas que fue publicada en San José, publicándose 9 números desde 1887 hasta 1896. Fue precedida por Anales del Museo Nacional de Costa Rica.